# Поладов, Эльшан (самбист)
Эльшан Поладов (род. 4 августа 1969) — азербайджанский самбист и дзюдоист, чемпион (1993), серебряный (1997) и бронзовый (1992, 1994, 1995, 1998) призёр чемпионатов Европы по самбо, серебряный (1992, 1997) и бронзовый (1993, 1995) призёр чемпионатов мира по самбо, бронзовый призёр розыгрыша Кубка мира 1998 года. Выступал во второй полусредней (до 90 кг), полутяжёлой (до 100 кг) и тяжёлой (свыше 100 кг) весовых категориях. Тренировался под руководством Филмана Исмаилова.